# ماروین براون
ماروین براون (انگلیسی: Marvin Brown؛ زادهٔ ۹ فوریهٔ ۱۹۸۲) بازیکن فوتبال اهل بریتانیا است.
از باشگاه‌هایی که در آن بازی کرده‌است می‌توان به باشگاه فوتبال چیپنهام تاون، باشگاه فوتبال یئوویل تاون، باشگاه فوتبال سالزبری سیتی، باشگاه فوتبال تورکی یونایتد، باشگاه فوتبال چلتنهام تاون، باشگاه فوتبال ترورو سیتی، باشگاه فوتبال وستون سوپر مار، باشگاه فوتبال بریستول سیتی، باشگاه فوتبال تاموورث، و باشگاه فوتبال فارست گرین راورز اشاره کرد.
وی همچنین در تیم‌های ملی فوتبال England national under-16 football team و زیر ۱۷ سال انگلستان بازی کرده‌است.